# Liste von Persönlichkeiten der Stadt Genthin
Die Liste von Persönlichkeiten der Stadt Genthin enthält Personen, die in der Geschichte der Stadt Genthin im Landkreis Jerichower Land in Sachsen-Anhalt eine nachhaltige Rolle gespielt haben. Es handelt sich dabei um Persönlichkeiten, die Ehrenbürger, hier geboren oder gestorben sind oder in Genthin und den eingemeindeten Ortschaften und heutigen Ortsteilen gewirkt haben.
Für die Persönlichkeiten aus den nach Genthin eingemeindeten Ortschaften siehe auch die entsprechenden Ortsartikel.

## Ehrenbürger
- 1872: Fürst Otto von Bismarck (1815–1898), Reichskanzler
- 1997: Willi Kraning, in der Wendezeit engagierter Pfarrer
- 2006: Josef Prause, Maler und Grafiker, Teile seines umfangreichen Werkes befinden sich im Kreismuseum Jerichower Land Genthin[1]

## Söhne und Töchter der Stadt
Die folgenden Personen sind in Genthin bzw. den eingemeindeten Ortschaften oder den heutigen Ortsteilen der Stadt geboren. Ob sie ihren späteren Wirkungskreis in Genthin hatten oder nicht, ist dabei unerheblich.

### Geboren bis zum 19. Jahrhundert
- Johann Melchior von Morgenstern (1733–1789), preußischer Oberst
- Karl Wilhelm von Byern (1737–1800), preußischer Generalmajor, Chef des Kürassierregiments Nr. 6 und Erbherr auf Lentzke, geboren in Parchen
- Ludwig Bisky (1817–1863), Politiker und Offizier im Amerikanischen Bürgerkrieg
- Ludwig Treplin (1834–1924), Jurist, Reichsanwalt und Senatspräsident am Reichsgericht
- Gisbert von Bonin (1841–1913), Politiker, geboren in Altenplathow
- Rudolf von Byern (1844–1913), Rittergutsbesitzer und Mitglied des Deutschen Reichstags, geboren in Parchen
- Kurt Freiherr von Manteuffel (1853–1922), preußischer General der Infanterie
- Maria von Gneisenau (1873–1926), Schriftstellerin
- Edith von Bonin (1875–1970), Malerin
- Margarete Lindau-Schulz (1878–1965), Schriftstellerin, Drehbuchautorin und Regisseurin
- Elsa von Bonin (1882–1965), Schriftstellerin und Juristin
- Hugo Kinne (1882–1948), Jurist und Rechtsanwalt sowie Oberbürgermeister der Stadt Frankfurt (Oder) (1925–1933)
- Otto Model (1884–1964), Publizist
- Herms Niel (Hermann Nielebock) (1888–1954), Orchesterleiter und Komponist
- Walter Model (1891–1945), Generalfeldmarschall im Zweiten Weltkrieg
- Edlef Köppen (1893–1939), Schriftsteller und Rundfunkredakteur

### Geboren im 20. Jahrhundert

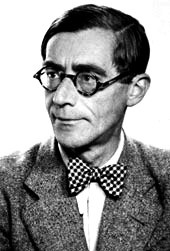
Edlef Köppen (um 1935)

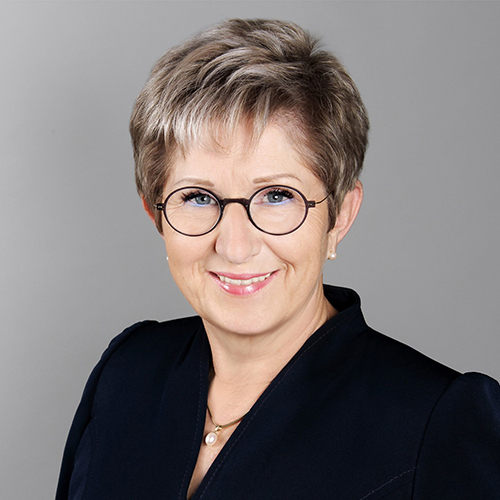
Dietlind Tiemann (2017)

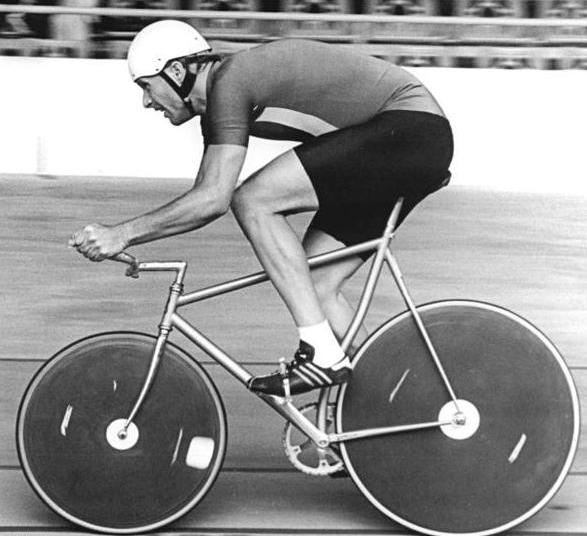
Bernd Dittert (1988)

- Annemarie Hübner (1908–1996), Germanistin und Niederlandistin
- Ilsemarie Schnering (1916–1995), Schauspielerin
- Lotte Ballarin (1919–2016), Grafikerin
- Heinz Vogel (1922–1994), Sportjournalist
- Siegfried Lefanczik (1930–2016), Geher
- Adolf Lingener (* 1933), Hochschullehrer in Magdeburg
- Jan Christ (* 1934), Schriftsteller
- Winfried Bölke (1941–2021), Profi-Radrennfahrer
- Manfred Helmecke (* 1942), Schriftsteller
- Uwe Heinemann (1944–2016), Neurowissenschaftler und experimenteller Epileptologe
- Gert Loschütz (* 1946), Schriftsteller
- Norbert Dürpisch (* 1952), Radsportler
- Lothar Finzelberg (* 1953), ehemaliger Landrat des Landkreises Jerichower Land
- Dietlind Tiemann (* 1955), Politikerin (CDU)
- Konrad Miegel (* 1959), deutscher Professor für Hydrologie
- Lars Frank (* 1960), Puppenspieler und Regisseur
- Bernd Dittert (* 1961), Radsportler (Olympiasieger) und Bundestrainer im Bahnradsport
- Andreas Ehrholdt (1961–2023), Aktivist, gilt als Initiator der Montagsdemonstrationen gegen Sozialabbau („Hartz-IV-Demonstrationen“), die im Jahr 2004 bundesweit stattfanden
- Michael Schwill (* 1962), Maler
- Torsten Rohde (* 1974), Schriftsteller
- Felix Glücklederer (* 1989), Volleyballspieler

## Persönlichkeiten, die in der Stadt gestorben sind
- Ludwig Heinrich Wilhelm von Arnim (1771–1848), Verwaltungsbeamter, Rittergutsbesitzer und Parlamentarier
- Heinrich von Ostau (1790–1872), preußischer Generalmajor, gestorben in Dretzel
- Johannes Daniel Schreitmüller (1842–1885), akademischer Bildhauer
- Carl Gubener (1884–1971), Schwimmer, der im frühen 20. Jahrhundert aktiv war, startete für I. Hannoverschen SC 92 und später Magdeburg 96
- Lieselott Enders, geb. Olivier (1927–2009), Archivarin und Historikerin

## Persönlichkeiten, die mit der Stadt in Verbindung stehen

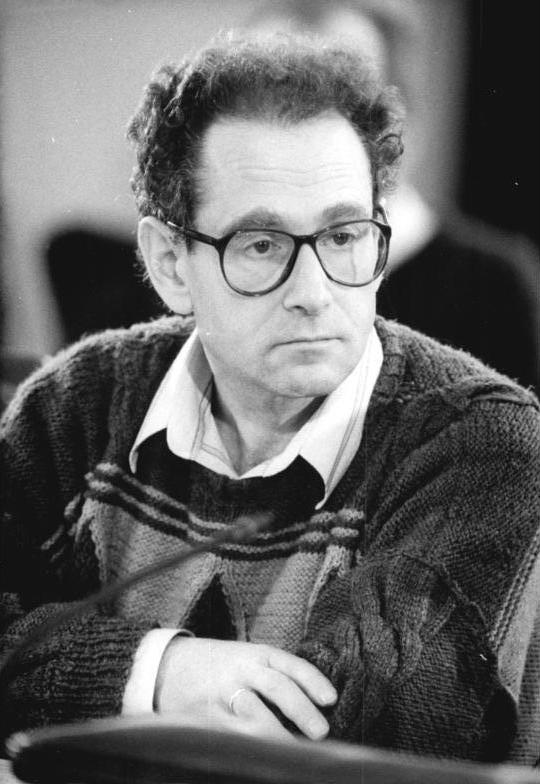
Konrad Weiß (1990)

- Georg Weigel (1594–1668), evangelischer Theologe, ab 1620 Pfarrer in Altenplathow
- Johann Friedrich von Printzen (1631–1691), kurbrandenburgischer Generalmajor, Chef eines Reiter-Regiments sowie Amtshauptmann von Spandau und Erbherr auf Jerichow und Altenplathow
- Johannes Gillhoff (1861–1930), Schriftsteller
- Paul Albrecht (1902–1985), Politiker (KPD, SED) und Gewerkschafter (FAUD, DMV, RGO, EVMB, FDGB), lebte am Ende des Zweiten Weltkrieges in Genthin
- Erika Bergmann (1915–1996), für ihre Grausamkeit berüchtigte Aufseherin im KZ Ravensbrück, war auch in Genthin tätig
- Klaus Buchheister (1934–2013), Politiker (CDU), von 1990 bis 1994 Mitglied im Landtag von Sachsen-Anhalt, besuchte die Oberschule in Genthin
- Werner Nothe (* 1938), ehemaliger deutscher Politiker (SED), war zwischen 1989 und 1990 Oberbürgermeister von Magdeburg, legte das Abitur in Genthin ab
- Konrad Weiß (* 1942), Regisseur, Bürgerrechtler, Publizist
- Helmut Halupka (1948–2023), Politiker (SPD), war von 1998 bis 2002 Mitglied im Landtag von Sachsen-Anhalt, ab 1994 Stadtrat in Genthin, Vorsitzender der SPD-Stadtratsfraktion
- Willibald Toscher (* 1948), Politiker (CDU), absolvierte eine Lehre zum Elektromonteur an der Betriebsberufsschule Energie Genthin
- Günter Klomhuß (1959–2025), Fußballspieler, lebte in Genthin und wurde dort beerdigt
- Felix Storbeck (* 1992), Handballspieler, begann seine Karriere 2002 beim SC Chemie Genthin